# Pierre-Alfred Ravel
Pour les articles homonymes, voir Ravel (homonymie).
Pierre-Alfred Ravel, dit Ravel, est un acteur français né à Bordeaux le 7 janvier 1811, et mort à Neuilly-sur-Seine le 26 avril 1881.

## Carrière
- 1841 : Le Vicomte de Létorières de Jean-François Bayard et Philippe-François Dumanoir, théâtre du Palais-Royal[4] : baron Tibulle Ménélas d'Hugeon
- 1851 : Un chapeau de paille d'Italie[5] d'Eugène Labiche et Marc-Michel, théâtre du Palais-Royal : Fadinard
- 1852 : Les Coulisses de la vie, comédie-vaudeville en cinq actes de Dumanoir et Clairville, théâtre du Palais-Royal :  Bois-Joli
- 1853 : Le Bourreau des crânes de Paul Siraudin et Édouard Lafargue, théâtre du Palais-Royal
- 1854 : Le Bâton dans les roues de Théodore Barrière, théâtre du Palais-Royal
- 1857 : La Dame aux jambes d'azur d'Eugène Labiche et Marc-Michel, théâtre du Palais-Royal
- 1878 : Les Enfants du capitaine Grant de Jules Verne et Adolphe Dennery, Théâtre de la Porte-Saint-Martin : Paganel

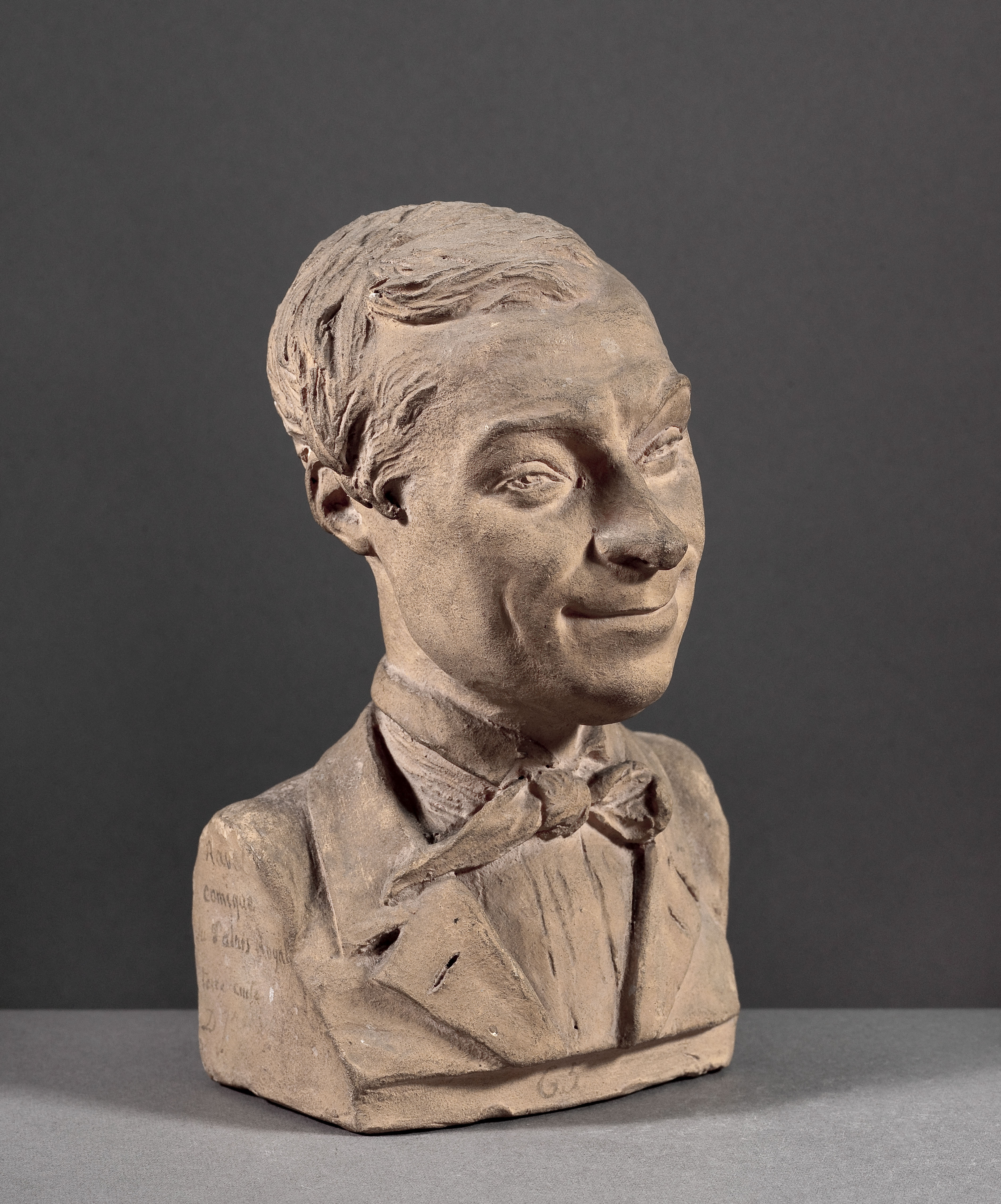
Son buste par Jean-Pierre Dantan.